# Нікола Кохлан
Нікола Мері Кохлан (іноді Коклан; нар. 9 січня 1987) — ірландська акторка. Вона відома своїми ролями Клер Девлін у ситкомі «Дівчата Деррі» та Пенелопи Фезерінґтон у драмі «Бріджертони» від Netflix.

## Раннє життя
Кофлан народилася 9 січня 1987 року в Ґолвеї, Ірландія, і виросла в Оранморі. Її батько служив в ірландській армії, а мати була домогосподаркою. У неї є старший брат Кіран і старша сестра Клодах (Clodagh). У віці 5 років, спостерігаючи, як старша сестра виступає у шкільній виставі, вона вирішила стати актрисою. Вона відвідувала початкову школу Скойл Муйре та Коледж Каласанції для середньої школи. Має ступінь з англійської мови та класичної цивілізації в Національному університеті Ірландії в місті Ґолвей. Потім вона продовжила навчання в Англії в Оксфордській школі драми та Бірмінгемській школі акторської майстерності. 
У 10-річному віці Коклан уперше з'явилася на широкому екрані - у фільмі «Війна мого брата» (у титрах вона не згадується) . З 2003 року вона працювала акторкою озвучування в мультсеріалах, у 2004 році знялася в короткометражній стрічці The Phantom Cnut. У 2012 році вперше з'явилася в телесеріалі, у 2013 році дебютувала в повнометражному художньому фільмі із зазначенням у титрах. У 2013-2018 роках Коклан грала виключно в театрах - у Park Theatre, Олд Вік, Orange Tree Theatre' , Donmar Warehouse. З 2018 року вона знову знімається в кіно і серіалах.
У 2018 році Коклан опублікувала замітку для The Guardian в якій висловлювалася про «несправедливе вивчення (розглядання) жіночих тіл у театральній критиці» . Річ у тім, що British Theatre Guide так сказав про її роль у серіалі «Дівчата з Деррі»: «маленька дівчинка з надмірною вагою". Організація вибачилася і видалила ці слова.
У лютому 2019 року 27 жінок із валізами, яких попереду вела Нікола Коклан, перетнули лондонський Вестмінстерський міст. Мета акції - декриміналізувати аборти в Північній Ірландії. 28 жінок - це приблизна кількість мешканок Північної Ірландії, які щотижня відпливають в Англію, щоб зробити аборт (дозволений там).
У липні 2020 року Коклан виставила на аукціон сукню від Алекса Перрі і виручені 5000 євро перевела ірландському дитячому хоспісу Laura Lynn Hospice. Ці гроші були витрачені на допомогу «постраждалим від пандемії COVID-19» .

## Фільмографія
| Рік           | Заголовок                            | Роль                 | Примітки                           |
| ------------- | ------------------------------------ | -------------------- | ---------------------------------- |
| 2004          | Фантомний горіх                      | Кеті                 | Короткий фільм                     |
| 2008          | Літо літаючих тарілок                | Яніс                 |                                    |
| 2012          | Лікарі                               | Марі Каллаган        | Епізод: «Кожен кінець має початок» |
| 2018          | Блудниці                             | Ганна Далтон         | Головна роль                       |
| 2018 — 2022   | Дівчата Деррі                        | Клер Девлін          | Головна роль                       |
| 2020-сьогодні | Бріджертони                          | Пенелопа Фезерінґтон | Головна роль                       |
| 2021          | Новорічне частування майстра завдань | Сама                 |                                    |
| 2023          | Барбі                                | Барбі-дипломатка     |                                    |
| 2024          | Big Mood                             | Меґґі                | Головна роль                       |
| 2026          | Цап-забивайло                        | Олівія Бурк          | Озвучення                          |